# Remetea Mare
Remetea Mare (en hongrois : Temesremete, en allemand : Großremete) est une commune du județ de Timiș en Roumanie.